# آبوویان، آرارات
آبوویان (به ارمنی: Աբովյան) روستایی که در استان آرارات ارمنستان واقع شده‌است. آبوویان در ۱۳ کیلومتری شمال آرتاشات، مرکز استان آرارات واقع شده‌است. این روستا در سال ۱۸۳۰ بنیانگذاری شده‌است.

## خصوصیات
آبوویان ۱٬۴۹۸ نفر جمعیت دارد و در ارتفاع ۹۶۰ متر بالاتر از سطح دریا قرار گرفته‌است.
| سال   | ۱۸۹۷ | ۱۹۲۶ | ۱۹۳۹ | ۱۹۵۹ | ۱۹۷۰ | ۲۰۰۱  | ۲۰۰۴  |
| جمعیت | ۱۹۱  | ۳۴۴  | ۳۱۹  | ۷۰۳  | ۸۴۹  | ۱٬۴۵۷ | ۱٬۴۴۰ |